# Tonsee (Groß Köris)
Der Tonsee ist ein Gewässer der Gemeinde Groß Köris im brandenburgischen Landkreis Dahme-Spreewald.

## Lage und Zugang
Der zu- und abflusslose See liegt südöstlich des Gemeindezentrums in einem Waldgebiet. Nordöstlich des Sees liegt der Ortsteil Klein Köris, südlich der Ortsteil Löpten. Das Gewässer kann zum einen über den Weg Am Hang über einen Campingplatz von Osten her sowie über einen weiteren, südlich gelegenen Weg erreicht werden, der in der Verlängerung des Weges Am Tann ebenfalls von Osten her auf den See zuführt. Der Tonsee ist Teil des Naturparks Dahme-Heideseen.

## Ausdehnung
Das Gewässer ist rund neun Hektar groß, hat eine maximal Tiefe von 19 Metern und eine durchschnittliche Tiefe von 8,8 Metern. Dies entspricht einem Seevolumen von 0,8 Millionen m³. Der See besteht aus zwei Abschnitten, die miteinander verbunden sind. Im nördlichen Teil ist er annähernd kreisförmig; im südlichen Teil annähernd rechteckig.

## Geschichte
Die ungewöhnliche Form hängt mit der Entstehung des Gewässers zusammen, das im Gegensatz zu den nördlich gelegenen Teupitzer Gewässern nicht natürlichen Ursprungs ist: Ende des 19. Jahrhunderts überzeugten die Bewohner von Klein Köris den Unternehmer Goldschmidt, im Ort eine Ziegelei zu errichten. Sie hoben zuvor Vertiefungen aus, in die sie Ton aus Töpchin verbrachten. Damit wollten sie ein großes Tonvorkommen in der Region vortäuschen. Die Fabrik wurde errichtet und produzierte von 1889 bis 1922 jährlich bis zu 42 Millionen Mauerziegel, die vorzugsweise über die Teupitzer Gewässer nach Berlin transportiert wurden.
Nachdem die Fabrik schloss, füllte sich die bis zu 40 Meter tiefe Grube durch austretendes Quellwasser; es entstand ein Ziegelteich. Im 21. Jahrhundert ist vom Abbau nur noch eine Erhebung erkennbar, die sich als bewaldeter Hang in Richtung Nordosten zur Bergstraße erstreckt.
Der See wird vorwiegend touristisch genutzt. Östlich und südlich sind zwei Campingplätze. Eine Untersuchung des Ministeriums für Justiz und für Europa und Verbraucherschutz des Landes Brandenburg ergab im Jahr 2017, dass die Badewasserqualität „mikrobiologisch nicht zu beanstanden“ sei. Die Sichttiefe betrug zur Zeit der Messung zwei Meter.